# Uwe Potteck
Uwe Potteck (1º maggio 1955) è un ex tiratore a segno tedesco.

## Palmarès

### Olimpiadi
- 1 medaglia:
  - 1 oro (Montréal 1976 nella pistola 50 metri)